# Gospodarstvo Kiribatija
Republika Kiribati jedna je od najsiromašnijih zemalja na svijetu, s BDPom oko 1.420 $ po stanovniku (2010).
Izvoz fosfata s otoka Banaba postao je profitabilan početkom 20. stoljeća, a nalazišta su iscrpljena 1979. godine, nakon neovisnosti od Ujedinjenog Kraljevstva. 
Trenutno ekonomija ovisi o stranoj pomoći (uglavnom Ujedinjenog Kraljevstva i Japana) i od prihoda za dozvole ribarenja što se upotrebljava za financiranje uvoza i punjenje proračuna.
Procjene Azijske banke za razvoj na glavne točke rasta Kiribatija ukazuju na ograničenja zbog (i) terena, (ii) geografske rasprostranjenosti na 5000 km u oceanu, (iii) udaljenosti od glavnih tržišta s visokim troškovima prijevoza, (iv) visoku osjetljivost na prirode promjene, uključujući klimatske promjene i porast razine mora, te (v) oskudnosti prirodnih resursa.
Zemlja ovisi o turizmu (više od 50% BDP) i poljoprivredi (uglavnom kokos). Valuta Kiribatija je Australski dolar.